# Xanthostigma zdravka
Xanthostigma zdravka is een kameelhalsvliegensoort uit de familie van de Raphidiidae. De soort komt voor in Rusland en Georgië.
Xanthostigma zdravka werd voor het eerst wetenschappelijk beschreven door Popov et al. in 1978.